# Tomatito
Tomatito, (Jose Fernandez Torres) (Almería, 1958. augusztus 20. –) César- és többszörös Latin Grammy-díjas flamenco gitáros. Pályafutását a híres flamenco énekes, Camarón de la Isla gitárkíséretével kezdte. Számos közös albumot és hat szólóalbumot készítettek együtt.

## Pályafutása
Az igazi flamenco nemcsak zene, hanem gondolkodás- és életmód is.
Jose Fernandez Torres zenész családban nőtt fel, amelyben két gitáros nagybácsi is volt: Niño Miguel és Antonio flamencogitáros. Az andalúziai klubokban játszó Tomatito flamenco szenzációvá vált, amikor Paco de Lucía felfedezte őt. Tomatito két évtizeden át kísérte a legendás flamencoénekest, Camarón de la Islát. Pacóval és Camarónnal négy albumot rögzített. Az 1979-es híres slágere a „La Leyenda del Tiempo” volt. "„Paris 87” című Paco de Lucíaval készült albumuk 2000-ben elnyerte a legjobb flamenco albumnak járó Latin Grammy-díjat.
Partnerségük Camarón 1992-es haláláig tartott.
Tomatito zenéje ötvözi a hagyományos flamencot és a dzsesszt. Néhány albumon, mint például a „Barrio Negron” afro-kubai és brazil zenével kísérletezett. Dolgozott többek között Duquende és Potito flamenco énekesekkel és Chano Domínguez dzsesszongoristával is. Michel Camilo zongoraművésszel közösen készítették el a „Spain” (2000) című albumot, amely Latin Grammy-díjat nyert − és a „Spain Again” (2006) című albumot is.

## Albumok
- 1987: Rosas del Amor
- 1991: Barrio Negro
- 1997: Guitarra Gitana
- 2000: Spain (és Michel Camilo)
- 2001: Paseo de los Castaños
- 2004: Aguadulce
- 2006: Spain Again (és Michel Camilo)
- 2008: Pansequito
- 2010: Sonanta Suite (és Josep Pons and the Orquesta Nacional de España)
- 2013: Soy Flamenco
- 2016: Spain Forever (és Michel Camilo)
- 2019: Rodrigo: Concierto De Aranjuez

### Camarón de la IslaésPaco de Lucía
- 1981: Como El Agua
- 1983: Calle Real
- 1984: Vivire
- 1992: Potro de Rabia y Miel

## Filmek
- Tomatito a Tony Gatlif által rendezett „Vengo” című filmhez írt zenéje 2001-ben elnyerte a César-díjat a legjobb filmzene kategóriában.

## Díjak
- 2019: Premio Flamenco Radio of Canal Sur

## Fordítás
Ez a szócikk részben vagy egészben  a   Tomatito című angol Wikipédia-szócikk ezen változatának fordításán alapul.  Az eredeti cikk szerkesztőit annak laptörténete sorolja fel. Ez a jelzés csupán a megfogalmazás eredetét és a szerzői jogokat jelzi, nem szolgál a cikkben szereplő információk forrásmegjelöléseként.